# کریستین مورنی
کریستین مورنی (ایتالیایی: Cristian Moreni؛ زادهٔ ۲۱ نوامبر ۱۹۷۲) دوچرخه‌سوار اهل ایتالیا است. وی در بازی‌های المپیک تابستانی ۲۰۰۴ شرکت کرده است.